# San Asensio
San Asensio é um município da Espanha 
na província e comunidade autónoma de La Rioja, de área 32,33 km² com população de 1309 habitantes (2007) e densidade populacional de 39,38 hab/km².

## Demografia
| Variação demográfica do município entre 1991 e 2004 | Variação demográfica do município entre 1991 e 2004 | Variação demográfica do município entre 1991 e 2004 | Variação demográfica do município entre 1991 e 2004 |
| --------------------------------------------------- | --------------------------------------------------- | --------------------------------------------------- | --------------------------------------------------- |
| 1991                                                | 1996                                                | 2001                                                | 2004                                                |
| 1392                                                | 1345                                                | 1265                                                | 1266                                                |